# Sultan Glacier
Sultan Glacier är en glaciär i Antarktis. Den ligger i Sydshetlandsöarna. Argentina, Chile och Storbritannien gör anspråk på området. Sultan Glacier ligger 314 meter över havet.
Terrängen runt Sultan Glacier är huvudsakligen kuperad, men västerut är den platt. Havet är nära Sultan Glacier åt sydväst. Trakten är obefolkad. Det finns inga samhällen i närheten. 